# Thümmlitzwalde
Thümmlitzwalde is een voormalige gemeente in de Duitse deelstaat Saksen, en maakt deel uit van de gemeente Grimma in het district Leipzig.
Het was de verzamelnaam van 5 vroegere, kleinere gemeenten, te weten Böhlen, Dürrweitzschen, Leipnitz, Ragewitz en Zschoppach. Bij de gemeentelijke herindeling per 1 januari 2011 zijn dit allemaal Ortsteile van Grimma geworden; zie aldaar voor verdere informatie.